# Závody automobilů do vrchu

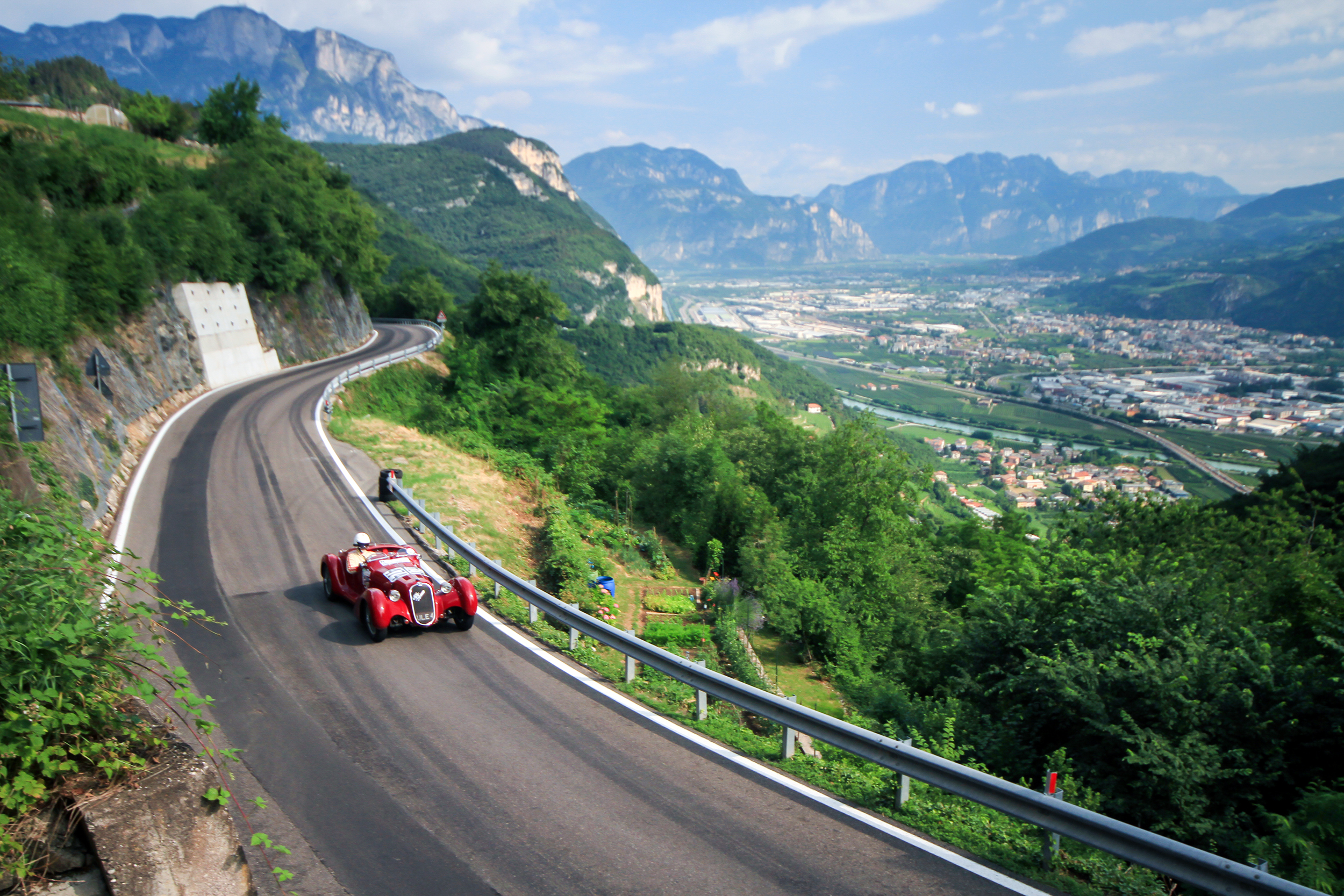
Trento – Bondone, italská trať závodu do vrchu

Závody automobilů do vrchu (ZAV)  (anglicky hill climb racing, německy Bergrennen) je druh rychlostního automobilového sportu, při kterém je cílem závodního jezdce zdolat závodní trať v co nejkratším čase. Trať musí charakterem odpovídat specifikům závodu do vrchu.
Závod je charakterizován následujícími předpisy: každý automobil startuje individuálně a jede určenou trasu až na cílovou čáru. Ta je umístěna ve vyšší nadmořské výšce, než je čára startovní. Čas na projetí mezi startovní a cílovou čárou je rozhodujícím faktorem při klasifikaci závodu. Hodnocení závodu je zpravidla určováno v rámci absolutního pořadí, dle jednotlivých skupin zařazení vozidel a dle tříd určených zdvihovým objemem motorů závodního stroje.
Závodní dráhy mají obvykle délku od 1 do 20 kilometrů. Jak název napovídá, závody automobilů do vrchu se zpravidla konají v kopcovitých až hornatých oblastech. Tratě jsou zpravidla technicky náročné na průjezd kvůli vysoké četnosti zatáček.

## Historie

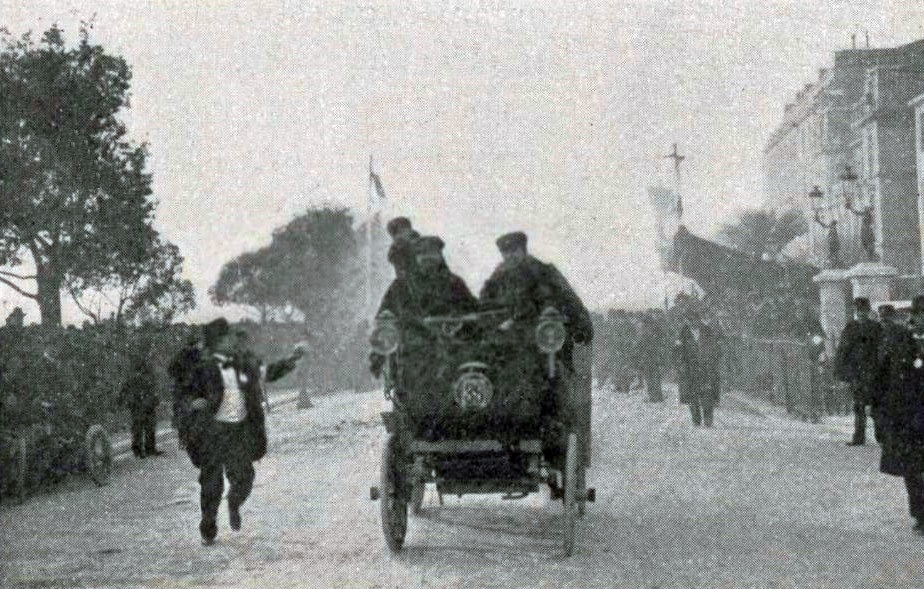
Rok 1897, vznik fenoménu závodů do vrchu, Nice – La Turbie

Je to jedna z nejstarších forem automobilového sportu. První známý závod automobilů do vrchu se konal 31. ledna 1897 v kopcích nad Monakem se startem ve francouzském Nice a cílem ve vesnici La Turbie. Tento závod byl součástí setkání příznivců automobilismu v tomto regionu a tvořil poslední ze tří etap jízdy z Marseille do La Turbie.
Velkou popularitu měly závody do vrchu v počátcích motoristických závodů i na českém území. Významné tratě Zbraslav – Jíloviště, Brno – Soběšice a Ecce Homo Šternberk se staly dějišti mezinárodních závodů do vrchu již v počátcích 20. století.
Závody automobilů do vrchu Shelsley Walsh Speed Hill Climb ve Worcestershire v Anglii jsou nejstarším nepřerušovaným závodem automobilů do vrchu na světě. Konají se od roku 1905 na nezměněné trati.

## Zásady
Účastníci závodu startují z místa (start závodu), které musí mít nižší nadmořskou výšku než cíl závodu. Podstatou závodu je dostat se v co nejkratším čase do cíle. Závody automobilů do vrchu se v Evropě konají jeden až dva dny, obvykle o víkendu. Program závodního víkendu je tvořen tréninkovými a závodními jízdami. Tréninkové jízdy předcházejí jízdám závodním a jejich smyslem je umožnit účastníkům seznámit se se závodní tratí, nastavit závodní stroj a ověřit jeho funkčnost. Závodní jízdy určují pořadí jezdců a klasifikaci závodu.
Závod může být hodnocen několika způsoby:
1. hodnocení je závislé na nejrychlejší jízdě jezdce v souboru několika závodních jízd (francouzské mistrovství ZAV);
2. hodnocení stanovuje součet všech závodních jízd, které jezdec absolvoval v rámci závodu (hodnocení MMČR ZAV, Mistrovství Evropy ZAV, aj.);
3. hodnocení stanovuje součet všech závodních jízd, které jezdec absolvoval v rámci závodu, ovšem nejhorší jízda není započítána (španělské a portugalské mistrovství ZAV);
4. hodnocení stanovuje diference časů závodních jízd, které jezdec absolvoval v rámci závodu. Nejlepšího výsledku dosáhne ten jezdec, jež má nejmenší rozdíl dosažených časů. Tato metoda hodnocení se používá při závodech veteránů (jízdy pravidelnosti) a také při závěrečném mezinárodním závodě FIA Hill Climb Masters 2014 (11.10.2014 Eschdorf LUX).

## Vozidla
V Evropě se ZAV odvíjí od předpisů FIA; směrnice se promítají i do rozdělení sportovních vozidel. V Evropě je nejvyšší úrovní závodů automobilů do vrchu šampionát FIA Mistrovství Evropy a předpisy pro tento šampionát určují podobu závodních vozidel na evropském kontinentu.
Vozidla jsou rozdělena dle tohoto předpisu do dvou základních kategorií:
- kategorie 1 – produkční vozy (cestovní vozy, jejichž závodní specifikace je určena úrovní úprav komerčně dostupného vozidla);
- kategorie 2 – speciální závodní vozy (volně upravené závodní speciály – prototypy, formule, sportovní prototypy – spidery).

Pro laika to znamená, že při ZAV může při závodě vidět běžná závodní auta, která mají proti produkčním sériovým vozům jen minimální úpravy (skupina N); v dalších skupinách (A, S20, GT) může zhlédnout vozy v maximální možné úpravě. 
Do kategorie 2 spadají speciální stavby, které jsou neslučitelné s běžnou produkcí. Při konstrukci těchto strojů je využito maximální úsilí – s ohledem na hraniční vlastnosti stroje –  dosáhnout co nejlepšího výkonu na závodní trati. Důkazem je skupina E2-SH (Silhouette). Tyto vozy tvarem připomínají běžně produkovaná vozidla jen vzdáleně (od toho pojmenování „silueta“). Jejich konstrukce je naprosto odlišná jak z pohledu karoserie, rámu, tak umístění pohonného ústrojí i jeho parametrů.
Nejrychlejší stroje ZAV spadají pod skupiny CN/E2-SC (Sportscar) a D/E2-SS (Single-seater). Dvoumístné sportovní prototypy (CN/E2-SC) a jednomístné formulové vozy (D/E2-SS) využívají nejlépe potenciálu závodního stroje pro ZAV. V jejich prospěch hraje velkou roli poměr výkonu motoru k váze vozu a možnost nejlépe využít aerodynamiku stroje.

## Mistrovství
FIA každoročně vypisuje mistrovství Evropy v závodech automobilů do vrchu (FIA European Hill Climb Championship) pro soudobé a historické automobily. Tento šampionát je zároveň nejprestižnějším mistrovstvím na kontinentu a vítězové kategorií se stávají mistry Evropy.
FIA dále vypisuje FIA evropský pohár (FIA International Hill Climb Cup). Tento pohár je tvořen závody, mimo ty které jsou započítávány do ME, a jezdci získávají za vítězství v tomto šampionátu trofej FIA.
V Evropě jsou ZAV velmi populární, nejen díky dlouhé tradici, ale i pro menší finanční náročnost. Tento druh automobilového sportu má proto široké zastoupení po celé Evropě a v mnoha zemích je vypisován národní šampionát, kde mají možnost jezdci získat tituly mistrů pořádající země.
- Česká republika – Mezinárodní mistrovství České republiky v závodech automobilů do vrchu (MMČR); Mistrovství České republiky v závodech automobilů do vrchu (MČR)
- Slovensko – Majstrovstvá Slovenska v pretekoch automobilov do vrchu (MSR PAV)
- Rakousko – Österreichische Bergmeisterschaft (ÖBM)
- Německo – Deutsche Bergmeisterschaft (DM)
- Polsko – Górskie Samochodowe Mistrzostwa Polski (GSMP)
- Francie – Le Championnat de France de la Montagne (CFM)
- Itálie – Campionato Italiano Velocità Montagna (CIVM)
- Španělsko – Campeonato de España de Montaña (CEM)
- Portugalsko– Campeonato de Portugal de Montaña (CNM)
- Velká Británie – British Hill Climb Championship (BHCC)
- Švýcarsko – Championat Suisse de la Montagne (CSM)
- Slovinsko – Slovensko gorsko-hitrostno prvenstvo
- Chorvatsko – Prvenstvo Republike Hrvatske u auto utrkama na brdskim stazama

## České závody do vrchu
V českých zemích má řada závodů tradici sahající do období počátku rozvoje motorismu. Nejstaršími dosud konanými závody jsou šternberské Ecce Homo (první zmínka o soutěžním klání s měřením dosaženého času při průjezdu trati je z roku 1905, kdy již byla tato rychlostní zkouška považována za závod do vrchu, ale první samostatně pořádaný závod do vrchu se jel v roce 1921) a trať u Prahy Zbraslav – Jíloviště (1908).
Závod Zbraslav – Jíloviště se konal od roku 1908 v návaznosti na Pražský autosalon. V průběhu třicátých let (1930, 1931) byl zařazen do evropského šampionátu závodů do vrchu. Poslední závod se jel v roce 1931. Od roku 1967 jej na části původní trati pořádá Veteran Car Club Praha jako vzpomínkovou přehlídku historických vozidel.
Závod Ecce Homo Šternberk je legendou nejen domácí vrchařské scény, ale i té evropské. Závod patří nepřetržitě do seriálu mistrovství Evropy od roku 1981 a svůj mezinárodní věhlas získával již od roku 1921, kdy se na této trati začaly pravidelně utkávat o trofeje vrchařští závodníci na motocyklech i v automobilech. Moderní historie závodu se začala psát rokem 1971, kdy byla obnovena tradice vrchařských klání. Od roku 1981 je závod součástí Mistrovství Evropy v závodech automobilů do vrchu.
I. mezinárodní závod motocyklů a automobilů do vrchu Brno – Soběšice pořádal ČSAK pro Moravu a Slezsko (ČAMS) dne 4. května 1924. Závod v délce 3,5 km se jezdil v letech 1924–1929.
K významných podnikům ve 20. až 30. letech 20. století dále patřily: 
- Závod do vrchu Schöber (Stožec) na trati dlouhé 4,0 km (Schöberbergrennen) nedaleko Rumburku na trati od jiřetínské křižovatky (Na Mýtě) na Novou Huť se stoupáním až 12 %, který pořádal Nordböhmischer Kraftfahrer Bund (Severočeský svaz motoristů) a který se jezdil v letech 1921–1928.[7]
- Závod do vrchu Panorama 2,2 km v Karlových Varech, který pořádal Egerländer Automobilclub (Chebský automobilní klub) v letech 1923–1928.[8]
- Závod do vrchu Knovíz – Olšany 3,2 km (1923–1927), který se dnes jezdí jako veteránská akce (Orion klub Slaný).
- Závod do vrchu Dubí – Cínovec 6,43 km;
- závod do vrchu o Labský pohár na trati Ploskovice – Horní Řepčice 4,0 km;
- závod do vrchu Svatý Kopeček u Olomouce atd.
- Na Vyskři se konalo celkem 22 ročníků v letech 1966–1995. První tři ročníky (1966, 1967, 1969) pořádal AMK Doubrava–Žďár spolu s AMK Mladá Boleslav, přičemž v roce 1969 se závodilo o putovní pohár podnikového ředitele AZNP Mladá Boleslav. V letech 1970 a 1971 byl závod pořádán jako mistrovství ČSR. Od roku 1972 do roku 1990 pořádal 16 ročníků AMK Vyskeř (v letech 1982–1984 se závod nekonal), z toho jeden ročník byl oblastní soutěží, dva ročníky byly mistrovstvím ČSR a 13 ročníků mistrovstvím ČSSR. V roce 1995 závod jednou uspořádala agentura RS Michala Velebného z Mladé Boleslavi.[9]

### Tratě českého a československého mistrovství
- Baba – Pezinok
- Bánovce nad Bedravou
- Bratrušov – Šumperk
- Brezno
- Brněnský Drak
- Diváky
- Dobšinský kopec – Dobšiná
- Ecce Homo Šternberk
- Farinovy zatáčky – Brno / Žebětín
- Jahodná – Košice
- Jáchymov
- Jankov Vršok
- Ještěd – Liberec
- Konice
- Laudon – Albrechtice u Lanškrouna
- Prachatice
- Prix Orlicko – Červená voda
- Ústecká „21“ – Ústí nad Orlicí
- Valašský klobúk – Vsetín
- Vyskeř
- Zámecký vrch – Náměšť nad Oslavou
- Záskalí